# Gnaius Domitius Ahenobarbus (consul in 32)
Gnaius Domitius Ahenobarbus was de zoon van Lucius Domitius Ahenobarbus (III) en Antonia en vader van keizer Nero. Hij was consul in het jaar 32 n.Chr. en vervolgens proconsul van de provincia Sicilia. Hij stierf in Pyrgi als gevolg van waterzucht. Tijdens zijn leven was hij gehuwd met Julia Agrippina minor, de dochter van Germanicus Julius Caesar.